# Metal Heart
Albums de Accept
Balls to the Wall
(1983) Russian Roulette
(1986)
Metal Heart est un album du groupe allemand de heavy metal Accept réalisé en 1985. 
Il a été enregistré au Dierks-Studios à Cologne, d'octobre à décembre 1984. Cet album fut la première tentative du groupe à percer le marché américain.

## Musique

### Historique
L'album inaugure la première collaboration entre le groupe et le producteur Dieter Dierks. Selon Wolf Hoffman,le guitariste, c'était leur première "grosse" production. Avant Metal Heart, c'est le groupe qui s'occupait de presque tout et n'avait jamais consacré autant de temps à la production d'un album. Avec Metal Heart, ils prirent plusieurs semaines à écrire et réécrire les chansons avant de sélectionner celles qu'ils utiliseraient.
L'album se caractérise par une tentative prudente vers une plus grande accessibilité, et place une certaine emphase sur l'accroche et la mélodie. Hoffmann explique que cette démarche avait pour but de percer plus facilement le marché américain : « Pour être tout à fait honnête, je crois que nous pensions que les Américains recevraient mieux un album plus doux que Balls ».

### Caractéristiques
L'album contient plusieurs de leurs standards tels que Metal Heart,Up to the Limit,Living for Tonight, Too High To Get it Right notamment mais aussi Midnight Mover qui a figuré plus récemment sur les setlists d'Accept  et des groupes U.D.O.  et Dirkschneider. À l'exception de Teach Us to Survive et de la version complète de Bound to Fail, la plupart des chansons de l'album ont fait partie à un moment ou à un autre de la setlist du groupe en tournée. Le titre d'ouverture, Metal Heart est célèbre notamment pour la reprise de deux thèmes célèbres de la musique classique : la Marche slave de Tchaikovsky (introduction) et Für Elise de Beethoven dans le solo de guitare. Lors de sa sortie, en 1985, le journaliste Jean-François Bouquet observe à ce sujet, « L'ouverture de Metal Heart est emprunté à Tchaïkovski, et faites-moi confiance, le classique et le métal d'Accept, se marient à merveille ». Le journaliste Philippe Touchard décrit quant à lui la reprise de Beethoven comme une « version de La Lettre à Élise, revue et corrigée, concassée et restituée par la grosse armada ; Wotan en emporte le vent ! ». Ce titre sera notamment repris par le groupe de black metal symphonique Dimmu Borgir dans leur démo Godless Savage Garden.
Outre les références au classique, Accept s'essaie également à certaines expérimentations jazzisantes sur un titre au style inhabituel pour le groupe: Teach Us to Survive. Cette chanson à l'atmosphère sombre marie en effet les sonorités agressives du heavy metal à des parties acoustiques d'inspiration jazz, en ayant recours notamment à des parties de walking bass jouées sur une basse acoustique. Cette chanson devait, à l'origine, figurer sur la bande originale d'un film aux côtés d'autres groupes, mais certains problèmes légaux entre CBS et Warner les ont conduits à renoncer à cette idée . La version remasterisée contient deux titres bonus Love Child et Living For Tonight.
En ce qui concerne le concept de l'album, du moins de la pochette et de la chanson éponyme, Hoffmann explique qu'ils se sont inspirés d'un « article qui affirmait que quelqu'un travaillait sur la possibilité de fabriquer un cœur artificiel, et qu'un jour tout le monde aurait un cœur informatisé. Cela parle, en des termes généraux, comment l'humanité est de plus en plus aspirée hors de la vie quotidienne et de plus en plus remplacée par des machines. Ce n'est pas quelque chose de nouveau, aujourd'hui, mais ça l'était à l'époque. Humains contre  machines : c'est l'idée générale du disque. »,

### Pochette de l'album
Le concept de la pochette résulte d'une idée de Gaby Hauke, leur manager et parolière à l'époque.  

### Réception
Malgré son léger adoucissement, cet album est généralement considéré comme un des meilleurs du groupe au côté des albums Balls to the Wall, Restless and Wild et Breaker. Il rencontra un grand succès dès sa sortie. Les chroniques des revues spécialisées de l'époque sont élogieuses. Jean-François Bouquet de Metal Attack, par exemple, chroniquait l'album en ces termes :

« Est-il possible que l'album de l'année 1985 soit celui-ci ? En tout cas, Metal Heart s'impose comme un sacré disque. Nous savions tous depuis longtemps, qu'Accept est un excellent groupe, mais là… attention ! Dieter Dierks, producteur génial, a mis son talent au service d'un des groupes de metal les plus doués. Lorsque je suis allé à Cologne, en compagnie de Zegut, pour écouter cet album, je ne savais ce qui m'attendait : Une grande claque ! […] Udo et sa bande signent, là, un album dont on n'a pas fini de dire du bien ! […] Wolf Hoffmann, […] nous a expliqué à quel point ils avaient soigné Metal Heart, même au niveau de la pochette […] Accept veut faire de ce nouvel album une bombe. […] Metal Heart, un cœur de metal qui n'a pas fini de battre dans celui des hardos. »

La chronique de Philippe Touchard dans un numéro d'Enfer Magazine de l'époque va dans le même sens :

« L'Accept 1985, revient en force, la face révisée, l'armature ressoudée pour nous délivrer un petit brûlot de heavy metal, style réveil matin du caldoche en plein cauchemar indépendantiste. Avec le titre Metal Heart, on est directement dans l'ambiance gros son, solo de guitare, un univers flou et dense, trois riffs telluriques et c'est parti pour le grand jeu. […] Enfin voici un album qui ne pourra pas vous laisser de glace […] et qui réjouira tous les fans de longue date du groupe. »

## Liste des chansons

### Face-A
| A1.   | Metal Heart               | 5:24 |
| A2.   | Midnight Mover            | 3:06 |
| A3.   | Up to the Limit           | 3:47 |
| A4.   | Wrong is Right            | 3:09 |
| A5.   | Screaming for a Love-Bite | 4:03 |
| 19:29 |                           |      |

### Face-B
| B1.   | Too High to Get it Right | 3:47 |
| B2.   | Dogs on Leads            | 4:24 |
| B3.   | Teach Us to Survive      | 3:33 |
| B4.   | Living for Tonite        | 3:34 |
| B5.   | Bound to Fail            | 5:06 |
| 20:24 |                          |      |

## Membres du groupe
- Udo Dirkschneider : Chant
- Wolf Hoffmann : Guitare, sitar électrique, chœurs
- Jörg Fisher : Guitare, chœurs
- Peter Baltes : Basse, synthétiseur, chœurs
- Stefan Kaufmann : Batterie